# الغدنة
الغدنة هي قرية من قرى محافظة بيشة التابعة إلى منطقة عسير في المملكة العربية السعودية.

## التسمية والموقع
الغُدُنَّة: بضم الغين والدال ونون مشددة مفتوحة وهاء مهملة، ومعناها اللحم الغليظ في اللهازم.
والغدنة هو اسم قريتيتن من قرى أكلب تقع على جانب وادي تبالة على الضفة الجنوبية من الوادي وتعرف بالغدنة القديمة وتكثر بها بساتين النخيل وبعض بيوت الطين القديمة، والغدنة الجديدة هي قرية حديثة التخطيط نسبياً وقدانشئت بدلاً عن القرية القديمة وتقع بجوارها ويسكنها النشاوي والأعامشة من أكلب بمركز الثنية في محافظة بيشة. ويقابلها على الضفة الأخرى من الوادي قرية الثنية على بعد 2 كيلو متر، كما تبعد عن مدينة بيشة حوالي 40 كيلو متر باتجاه الغرب.
وتضم القرية مسجداً ومدرستين ابتدائية ومتوسطة وتخدمها المركز الحكومية المتواجدة في مركز الثنية القريبة منها.